# Robert van den Hoecke
Robert van den Hoecke, né le 30 novembre 1622 à Anvers et mort en 1668 à Bergues, est un peintre flamand de l'époque baroque.

## Biographie
Fils de Gaspar van den Hoecke (en) et frère de Jan van den Hoecke, il est reçu comme maître dans le gilde de Saint-Luc d'Anvers en 1644-1645. Il est actif à Bruxelles après 1649, à la cour de l'archiduc Léopold-Guillaume de Habsbourg.

## Œuvres

### Chronologie
- vers 1650 : Vue d'Ostende, au Kunsthistorisches Museum, à Vienne.
- 1656 : La bataille devant Vienne, collection privée.
- 1659 : Campement, à la Gemäldegalerie, à Berlin.

### Lieux de conservation
Collections privées :
- Camp près de Vienne[1].

## Hommage
- Portrait de Robert van den Hoecke, par Gonzales Coques : La vue, personnage allégorique de la série des Cinq sens.